# Natosha Rogers
Natosha Rogers (7 de mayo de 1991) es una deportista de Estados Unidos que compite en atletismo. Ganó una medalla de oro en el Campeonato Nacac de 2022, en la prueba de 5000 m.